# Al-Múndhir ibn Yahya at-Tujibí
Al-Múndhir ibn Yahya at-Tujibí o al-Múndhir I (àrab: المنذر بن يحي التجيبي, al-Munḏir ibn Yaḥyà at-Tujībī) (? - 1021/1022) va ser el fundador de la dinastia tugíbida que va governar l'emirat de Saraqusta, del qual ell va ser sobirà entre els anys 1018 i 1021/1022. Va governar amb el làqab de d'al-Mansur (el Victoriós).

## Biografia
Membre d'una família assentada des de feia temps a la Marca Superior de l'Àndalus, va guanyar prestigi durant les guerres civils de principi del segle xi, als exèrcits d'Almansor. Cap a 1005 governava Tudela i, potser cap a 1013, Saragossa. Des d'aquestes places va fer freqüents incursions cap al sud, en suport d'un o altre candidat a califa. En juny de 1010 es desplaçà a Còrdova en favor d'al-Mahdí, poc després recolzà Sulayman al-Mustaín, i més tard, amb Khayran d'Almeria, propicià la proclamació d'al-Murtadà.
A partir de 1018, però, va centrar la seva activitat en el seu regne. Es va titular hàjib i en la seva cort es van acollir personatges fugits de Còrdova, com ara el poeta Ibn Darraj, que havia estat panegirista d'Almansor i que li va dedicar grans lloançes. Durant el seu govern es va ampliar la mesquita aljama de Saragossa.
Va atacar Osca, expulsant al també tugíbida Sumàdih.
Va patir l'hostilitat de Sanç el Gran de Navarra, que s'apoderà de la riba del Cinca. Per a contrarestar-lo va mantenir bones relacions amb els comtats de Castella i Barcelona, arribant a concertar en 1021 l'enllaç entre Berenguer Ramon I de Barcelona i Sança, filla de Sanç I Garcia de Castella.
Va governar fins a la seva mort, en 1021 o 1022, succeint-lo son fill Yahya al-Mudhàffar.